# Estufa Fria de Lisboa

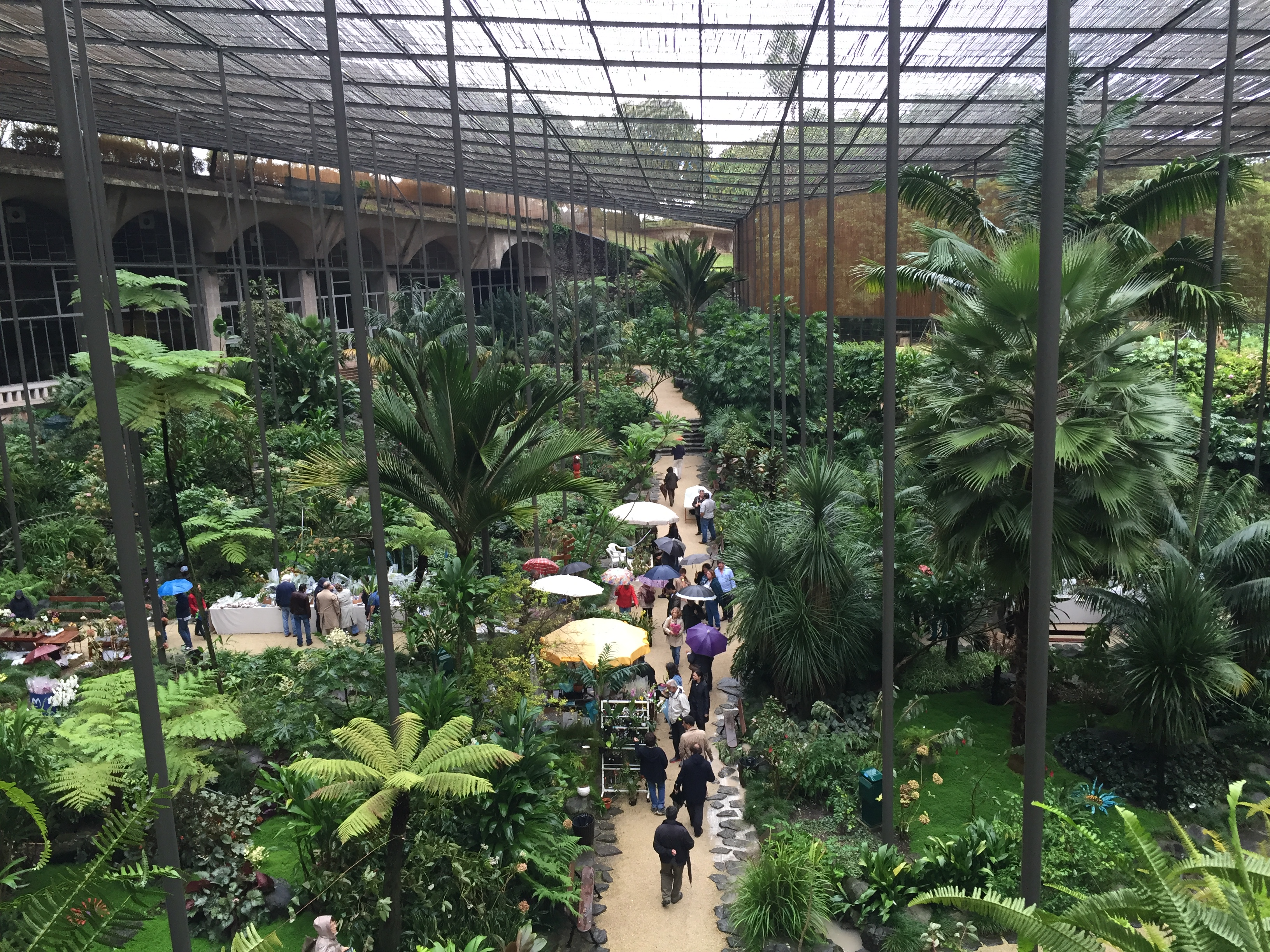
Blick in die Estufa Fria mit der Veranstaltungshalle Nave (links)

Die Estufa Fria de Lisboa (portugiesisch für „kaltes Gewächshaus“) ist eine städtische Gartenanlage aus drei Gewächshäusern im Parque Eduardo VII in Lissabon. Sie entstand 1933 aus einer in einem ehemaligen Steinbruch angelegten Gärtnerei, in der Zierpflanzen für die Grünanlagen der nahegelegenen Prachtstraße Avenida da Liberdade kultiviert wurden. Sie wurde seither mehrfach erweitert.

## Der Garten

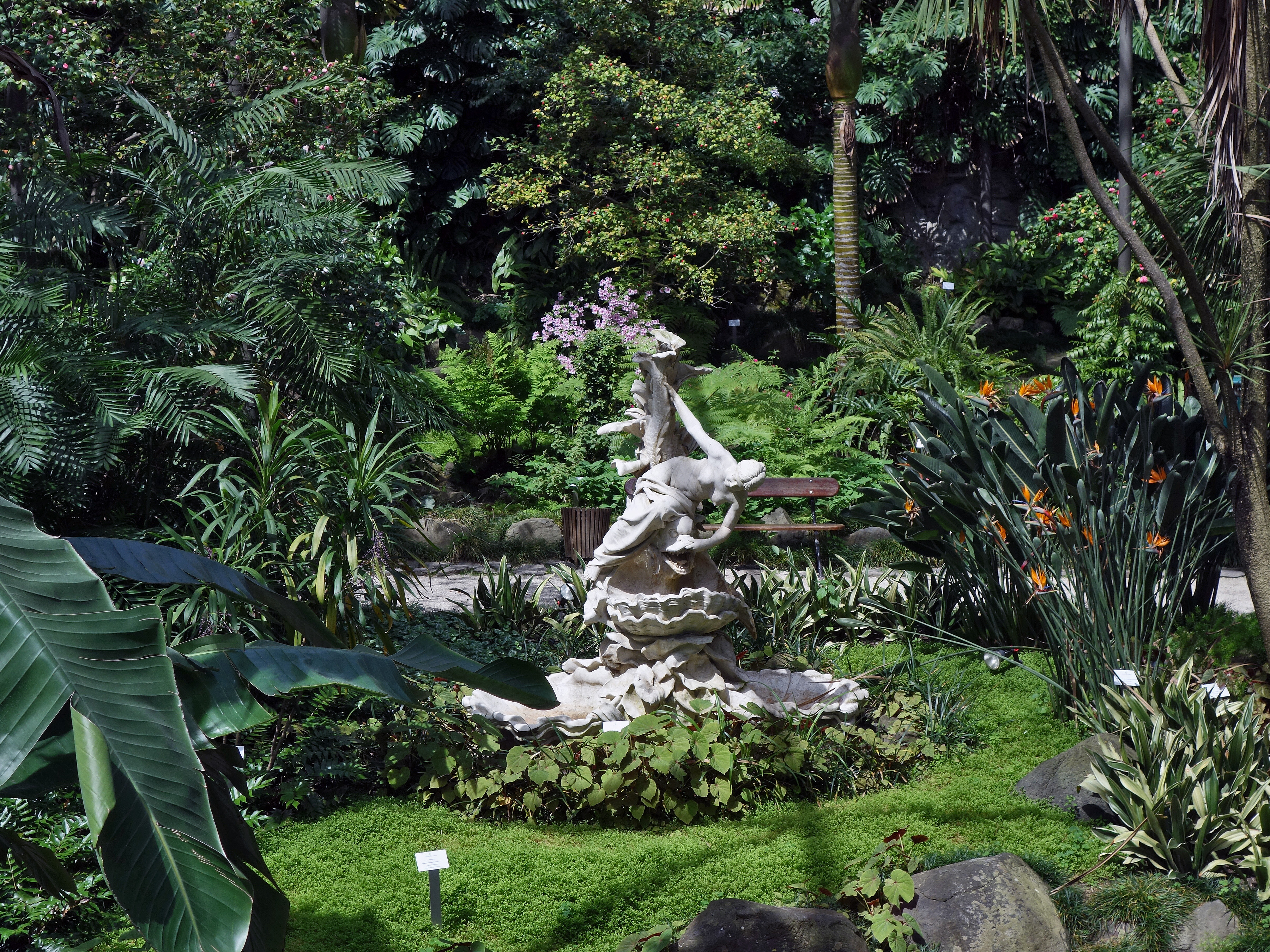
Estufa Fria mit einer Skulptur von Leopoldo de Almeida (1966)

Die Estufa Fria de Lisboa ist in erster Linie eine Gartenanlage, die der Erholung dient und sich als touristische Einrichtung versteht. Dabei wird aber auch ein Schwerpunkt auf die Vermittlung von Wissen zu Botanik, Nachhaltigkeit und biologischer Vielfalt gelegt. Wie in botanischen Gärten sind die meisten Pflanzen daher mit ihrem wissenschaftlichen und ihrem portugiesischen Trivialnamen beschriftet.
Die Gartenanlage besteht aus drei Gewächshäusern sowie einem kleineren Außenbereich mit einem Teich. Die Gewächshäuser sind aufwendig gestaltet und zeigen abwechslungsreiche Landschaften mit Wasserläufen, Skulpturen, Treppenanlagen und Terrassen.
In der Estufa Fria befindet sich zudem das Nave der Estufa (dt.: „Seitenschiff“), eine Veranstaltungshalle, die für gelegentliche kulturelle Veranstaltungen genutzt wird.

### Estufa Fria
Die Estufa Fria ist der historische Kern des Gartens und mit 8100 m² Fläche das größte der drei Gewächshäuser. Die Anlage ist nicht verglast und wird nicht beheizt; durch die Lage im nach Süden ausgerichteten Steinbruch herrschen im Winter milde Temperaturen, die auch im Sommer durch das lichtdurchlässige, schattenspendende Dach aus schlanken Holzleisten sichergestellt werden. Das Gelände erstreckt sich auf verschiedenen Ebenen und steigt im Norden stark an, es gibt kleine Teiche, Wasserläufe und Terrassen.
Das große Kalthaus beherbergt Pflanzen, die auch in geschützten Bereichen der Stadt gedeihen, so etwa Kamelien, Rhododendren, Farne, Monstera, Strelizien. Besonders herauszuheben sind die Baumfarne (Dicksonia antarctica).

### Estufa Quente

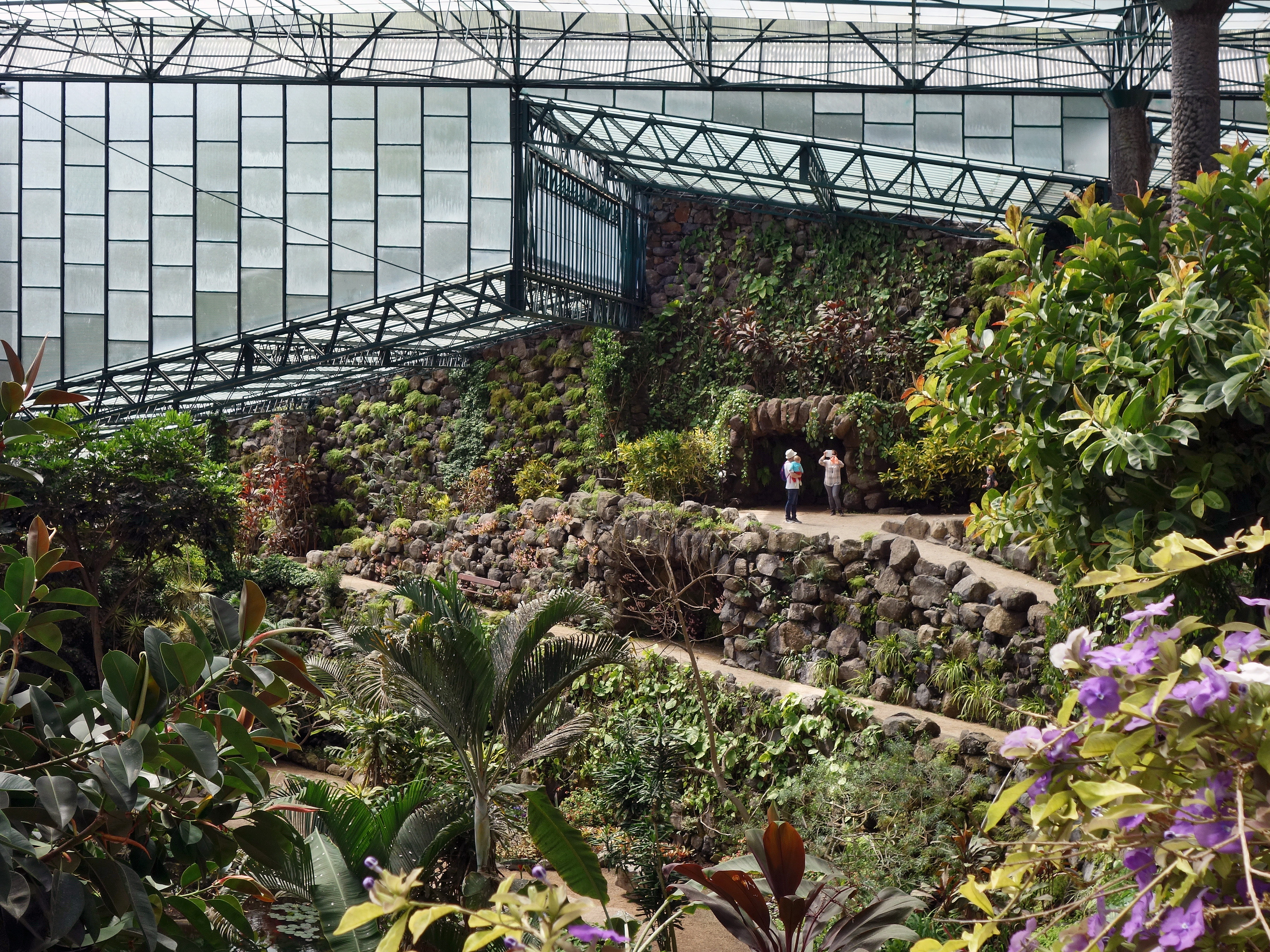
Estufa Quente

Auf einer Terrasse oberhalb der Estufa Fria liegt die Estufa Quente (dt.: „heißes Gewächshaus“), es ist verglast und bietet ganzjährig hohe Temperaturen bei erhöhter Luftfeuchtigkeit. Auch dieses Gewächshaus mit einer Fläche von etwa 3000 m² wurde auf stark ansteigendem Terrain errichtet. Hier wachsen vor allem tropische Pflanzen, wie Kaffee, Mango und Bananen.

### Estufa Doce
Mit nur 400 m² Fläche ist die Estufa Doce (dt.: „liebliches Gewächshaus“) das kleinste der Gewächshäuser. Es liegt als Anbau an die Estufa Quente im Osten oberhalb des Kalthauses und zeigt eine Auswahl von Kakteen wie Goldkugelkaktus (Echinocactus grusonii) und Silberkerzenkaktus (Cleistocactus strausii) sowie verschiedene sukkulente Pflanzen wie Aloen.

## Geschichte
Auf dem Gebiet der Estufa Fria befand sich gegen Ende des 19. Jahrhunderts ein Basaltsteinbruch, der aufgegeben worden war, weil Wassereinbrüche eine weitere wirtschaftliche Nutzung unmöglich machten. Seine geschützte Lage wurde ab 1912 nach der Anlage der nahegelegenen Avenida da Liberdade (1879–1886) genutzt, um empfindliche exotische Zierpflanzen vor ihrer Verwendung für deren Grünanlagen zu lagern. Der Erste Weltkrieg unterbrach die Arbeiten und das Gelände verwilderte, die gelagerten Pflanzen überlebten jedoch auch ohne Pflege und wuchsen weiter. 1926 wurde der Maler und Architekt Raul Carapinha auf das Gelände aufmerksam und entwickelte mit der Unterstützung von Quirino da Fonseca, dem Vize-Präsidenten der Stadtregierung, das Projekt eines öffentlichen Gewächshauses. Er erweiterte und modifizierte dazu ein bereits bestehendes Gewächshaus, das 1933 als Estufa Fria offiziell eingeweiht wurde.
In den 40er Jahren wurde der Parque Eduardo VII umfassend umgestaltet, auch das Gelände der Estufa Fria war davon betroffen: Es entstanden die Außenanlagen mit dem Teich und der Insel sowie ein repräsentativer Eingangsbereich. Um die Alameda do Parque in der Verlängerung der Avenida da Liberdade in den gleichen Ausmaßen gestalten zu können, musste ein Teil des Steinbruchs an seinem östlichen Rand mit einer Arkade überbrückt werden. In den Arkaden entstand nach Plänen des Ingenieurs Edgar Cardoso das Nave da Estufa Fria de Lisboa (dt.: „Seitenschiff der Estufa Fria“), das bis 1974 als städtisches Theater diente und heute für Kulturveranstaltungen genutzt wird. 1947 entstand als Ausgleich für die verlorene Fläche zunächst ein Anbau des Gewächshauses, das 1949 dann komplett neu errichtet wurde. Nach Plänen des für den gesamten Park zuständigen Architekten Francisco Keil do Amaral errichteten Alberto J. Pessoa und Hernâni Gandra das heutige, deutlich erweiterte Gewächshaus.
In den 1970er Jahren wurde die Estufa Fria auf Terrassen im Nordwesten des Steinbruchs um zwei weitere Gewächshäuser erweitert, die Estufa Quente und die Estufa Doce, die 1975 eröffnet wurden. Beide Häuser sind im Gegensatz zum Kalthaus verglast und beherbergen tropische bzw. sukkulente Pflanzen.
Die Estufa Fria musste im Juli 2009 geschlossen werden, da die Dachstruktur laut einem Gutachten durch Korrosion stark beeinträchtigt war und jederzeit einstürzen konnte. Bei der Sanierung wurde die gesamte Dachkonstruktion des Kalthauses erneuert, bei der ebenfalls überholten Estufa Quente konnten Teile der Originalstruktur weitergenutzt werden. Im Zuge der Arbeiten erhielt das Kalthaus neu nun auch Seitenwände zum Park hin, die wie die Dachflächen als Sonnenblenden aus dünnen Holzleisten gestaltet sind. Insgesamt wurden 2,35 Millionen Euro investiert, die Anlage konnte Ende April 2011 wieder eröffnet werden.